# Ford Model F
Ford Model F är en amerikansk personbil, som tillverkades av Ford Motor Company 1905–1906. Den var utvecklad från Ford Model C, men var större, modernare och lyxigare. Omkring 1 000 exemplar tillverkades i Fords fabrik på Piquette Avenue i Detroit.  
Bilen var fyrsitsig cabriolet med stegbrädor och en  "tunnformad" kaross med insteg från sidorna. 
Model F ersattes 1907 av Model N.

## Bildgalleri

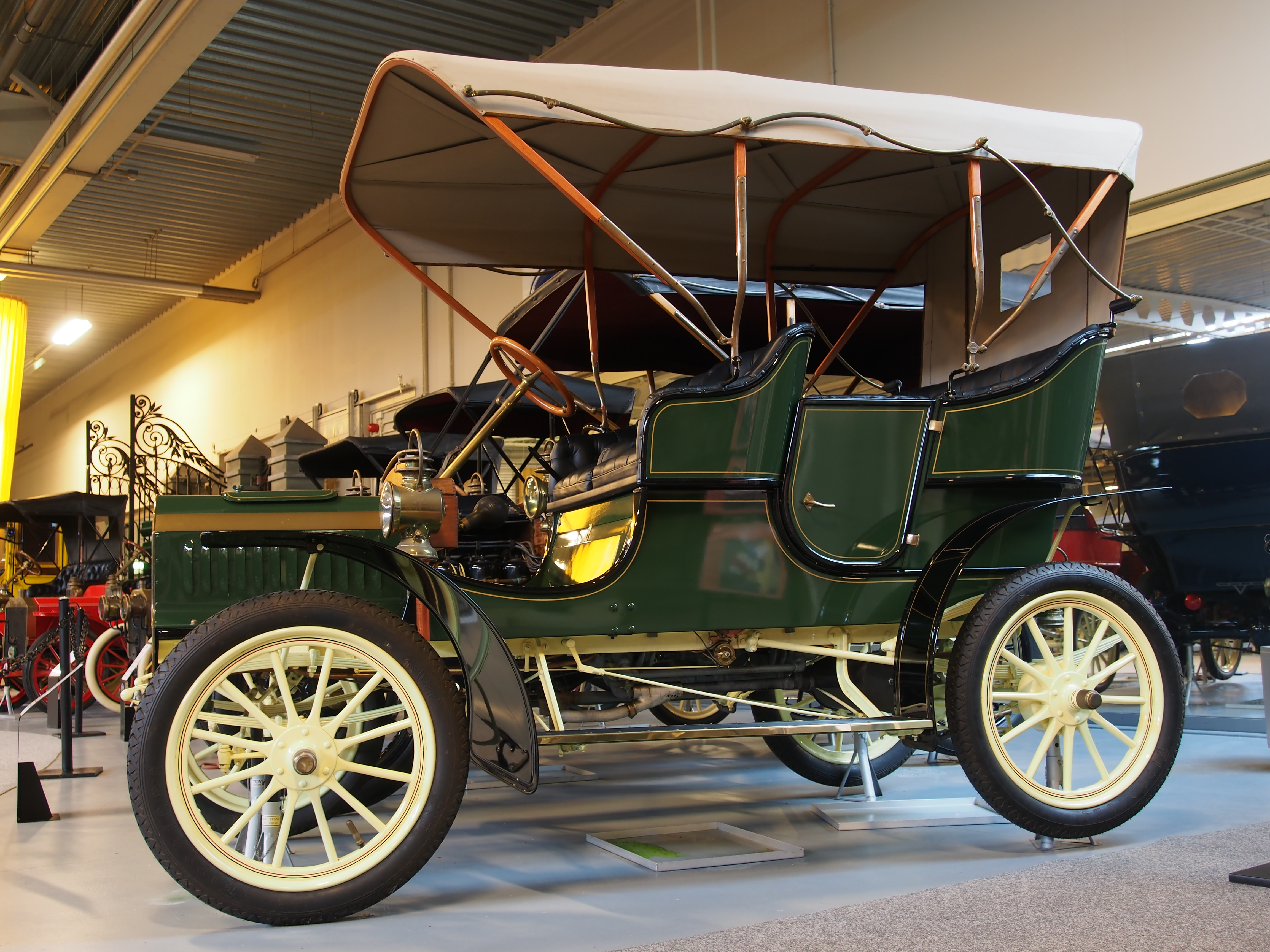
Ford Model F, från 1905
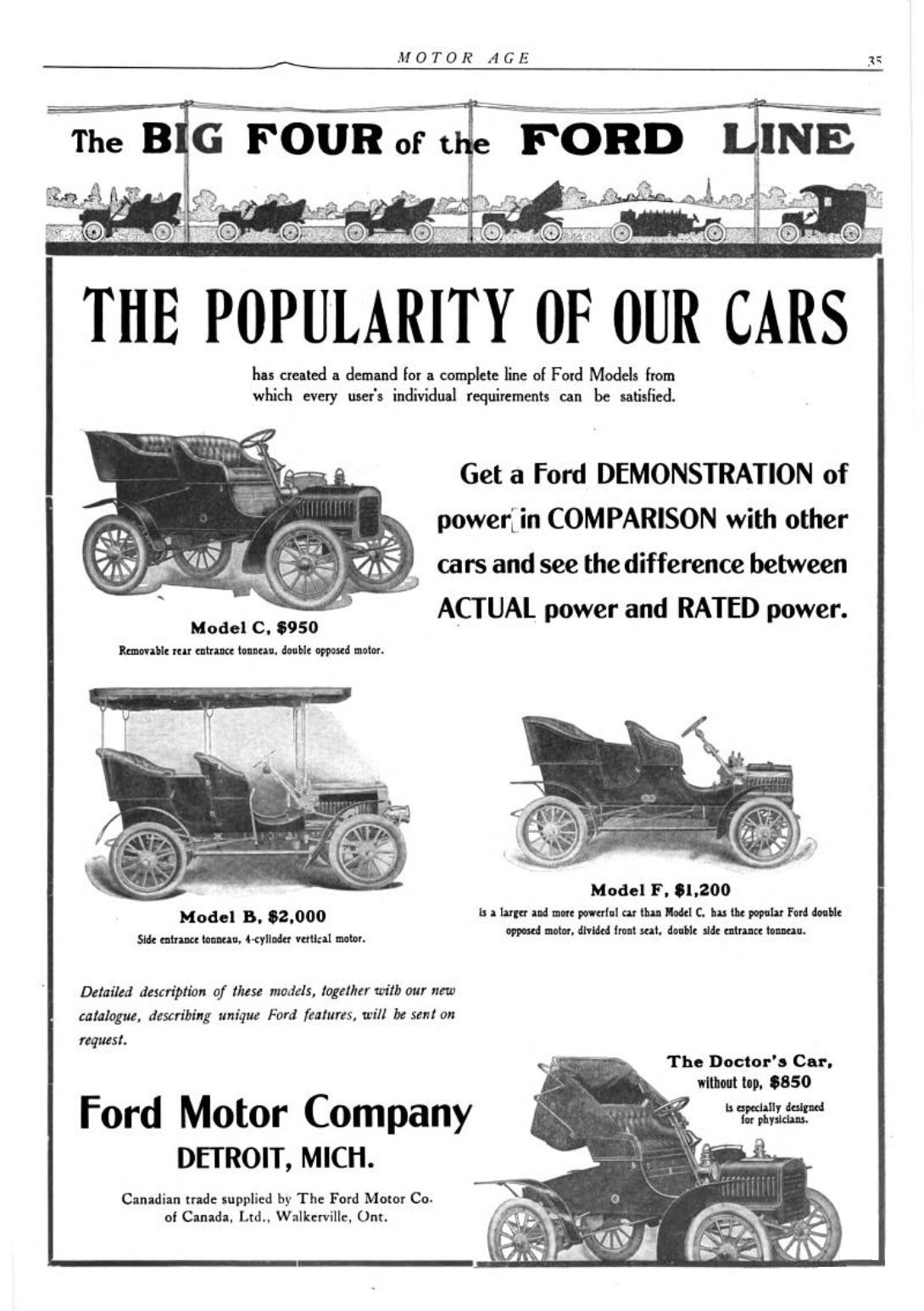
Annons, 1905